# Nördliche Große Tiefebene

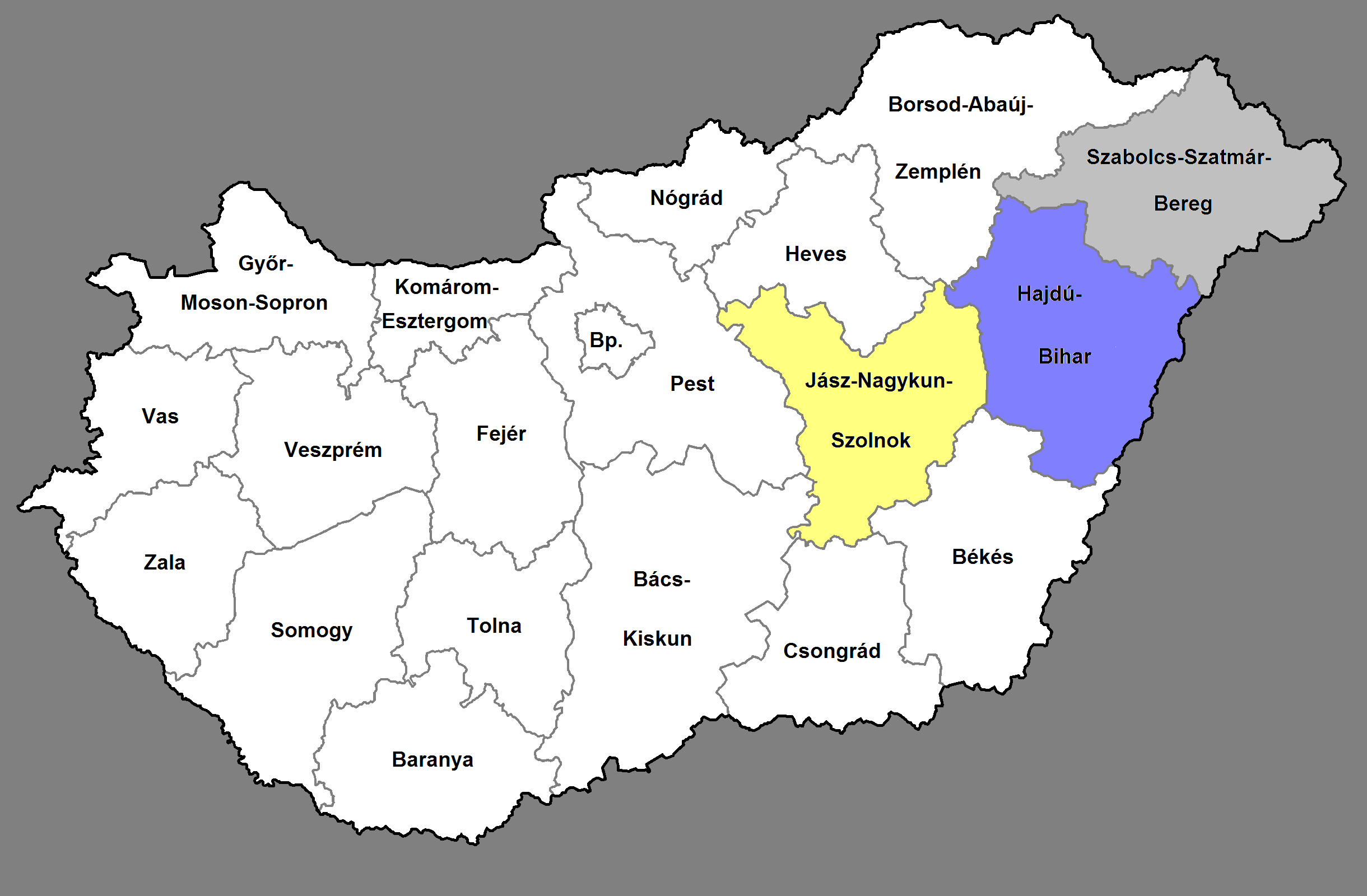
Komitate der Nördlichen Großen Tiefebene hervorgehoben

Die Nördliche Große Tiefebene (ungar.: Észak-Alföld) ist eine von sieben Regionen Ungarns auf NUTS-2-Basis (Code: HU32). Die Region besteht aus den drei Komitaten
- Hajdú-Bihar
- Jász-Nagykun-Szolnok und
- Szabolcs-Szatmár-Bereg.

Die größten Städte der Nördlichen Großen Tiefebene sind Debrecen, Szolnok und Nyíregyháza. Die Region hat 1.492.502 Einwohner und ist mit ihren 17.749 km² nach der Südlichen Großen Tiefebene die zweitgrößte ungarische Region.

## Lage
Die Region liegt im östlichen Teil Ungarns und grenzt an die Staaten Ukraine und Rumänien. Die drei benachbarten Regionen sind Nordungarn im Norden, Mittelungarn im Westen und die Südliche Große Tiefebene im Süden.